# Krakovec
Krakovec (en allemand : Rotschloß) est une commune du district de Rakovník, dans la région de Bohême-Centrale, en République tchèque. Sa population s'élevait à 80 habitants en 2020.

## Géographie
Krakovec se trouve à 6 km à l'ouest-nord-ouest de Slabce, à 13 km au sud-ouest de Rakovník et à 58 km à l'ouest-sud-ouest de Prague.
La commune est limitée par Krakov et Malinová au nord, par Panoší Újezd et Slabce à l'est, par Chříč au sud, et par Šípy à l'ouest.

## Histoire
La première mention écrite de la localité date de 1315.
En 1412, alors que Jan Hus est expulsé de la ville de Prague par les autorités de la ville et l'archevêque, il s'y réfugie et y rédige son célèbre Tratatus de Ecclesia dans lequel il rejoint John Wyclif sur de nombreuses idées ecclésiologiques et théologiques. C'est de ce traité que la commission chargée de le juger au concile de Constance (1414-1418) tira les 45 propositions hérétiques. Les armes de la ville représentant un calice sont un hommage à l'hôte. En effet, le calice était le signe de ralliement des Hussites puis des Taborites qui réclamaient, entre autres, la communion sous les deux espèces. 

## Administration
La commune se compose de deux quartiers :
- Krakovec
- Zhoř